# Habrotrocha
Habrotrocha är ett släkte av hjuldjur som beskrevs av David Bryce 1910. Habrotrocha ingår i familjen Habrotrochidae.

## Bildgalleri

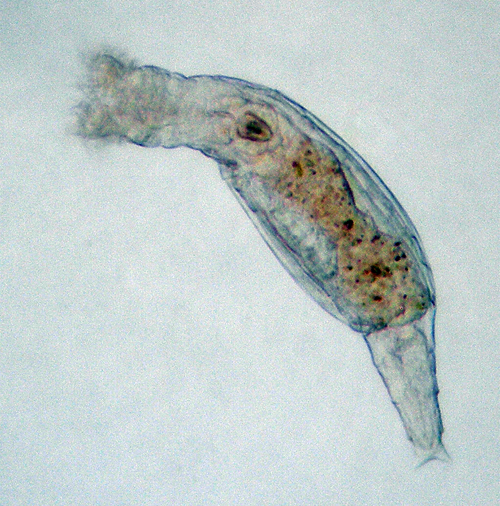

## Dottertaxa tillHabrotrocha, i alfabetisk ordning[1][2]
- Habrotrocha acornis
- Habrotrocha alacris
- Habrotrocha amphichlaena
- Habrotrocha ampulla
- Habrotrocha angularis
- Habrotrocha angusticollis
- Habrotrocha annulata
- Habrotrocha appendiculata
- Habrotrocha aspera
- Habrotrocha baradlana
- Habrotrocha bartosi
- Habrotrocha bidens
- Habrotrocha brocklehursti
- Habrotrocha bulbosa
- Habrotrocha calosa
- Habrotrocha caudata
- Habrotrocha collaris
- Habrotrocha colliflectens
- Habrotrocha constricta
- Habrotrocha crassa
- Habrotrocha crenata
- Habrotrocha cucullata
- Habrotrocha cuneata
- Habrotrocha curva
- Habrotrocha curvicollis
- Habrotrocha diarthrantenna
- Habrotrocha elegans
- Habrotrocha elliptica
- Habrotrocha elusa
- Habrotrocha eremita
- Habrotrocha filum
- Habrotrocha flava
- Habrotrocha flaviformis
- Habrotrocha flexicollis
- Habrotrocha fuhrmanni
- Habrotrocha fusca
- Habrotrocha fuscochlaena
- Habrotrocha gibbosa
- Habrotrocha gracilis
- Habrotrocha granulata
- Habrotrocha gulosa
- Habrotrocha heinisi
- Habrotrocha humilis
- Habrotrocha incola
- Habrotrocha iners
- Habrotrocha insignis
- Habrotrocha komareki
- Habrotrocha lamellata
- Habrotrocha lata
- Habrotrocha leitgebii
- Habrotrocha levis
- Habrotrocha ligula
- Habrotrocha longicalcarata
- Habrotrocha longiceps
- Habrotrocha longicollis
- Habrotrocha longula
- Habrotrocha maculata
- Habrotrocha mediocris
- Habrotrocha megalocephala
- Habrotrocha microcephala
- Habrotrocha minima
- Habrotrocha minuta
- Habrotrocha modesta
- Habrotrocha munda
- Habrotrocha murrayi
- Habrotrocha nodosa
- Habrotrocha nodulata
- Habrotrocha novemdens
- Habrotrocha parvipes
- Habrotrocha pavida
- Habrotrocha perforata
- Habrotrocha pertinax
- Habrotrocha placida
- Habrotrocha plana
- Habrotrocha porrecta
- Habrotrocha praelonga
- Habrotrocha puella
- Habrotrocha pulchra
- Habrotrocha pusilla
- Habrotrocha quinquedens
- Habrotrocha rara
- Habrotrocha reclusa
- Habrotrocha recumbens
- Habrotrocha roeperi
- Habrotrocha rosa
- Habrotrocha scabropyga
- Habrotrocha scepanotrochoides
- Habrotrocha schultei
- Habrotrocha serpens
- Habrotrocha solida
- Habrotrocha solitaria
- Habrotrocha sollicita
- Habrotrocha soror
- Habrotrocha spicula
- Habrotrocha stenochlaena
- Habrotrocha stenostephana
- Habrotrocha strangulata
- Habrotrocha subtilis
- Habrotrocha sylvestris
- Habrotrocha thermalis
- Habrotrocha thienemanni
- Habrotrocha tranquilla
- Habrotrocha tridens
- Habrotrocha tridentata
- Habrotrocha trilobata
- Habrotrocha tripus
- Habrotrocha valida
- Habrotrocha vicina
- Habrotrocha visa